# Christoph Lieder
Christoph Lieder (* 1960) ist ein deutscher Dirigent, Musiker und Offizier.

## Leben
Lieder trat im Juli 1977 in die Bundeswehr ein. Er absolvierte ein Studium zum Kapellmeister an der Robert Schumann Hochschule Düsseldorf und war anschließend stellvertretender Leiter des Stabsmusikkorps der Bundeswehr in Siegburg, Chef des Musikkorps der 1. Gebirgsdivision in Garmisch-Partenkirchen (1987–1992) und über 14 Jahre des Heeresmusikkorps 7 in Düsseldorf.
Zum Jahr 2008 übernahm er die Big Band der Bundeswehr als Bandleader. Mit diesem Klangkörper trat er mehrfach bei TV total und im ZDF-Fernsehgarten auf.
Im Oktober 2012 wechselte er als stellvertretender Leiter zum Zentrum Militärmusik der Bundeswehr, dessen Leitung ihm schließlich am 17. Februar 2016 übertragen wurde. Dabei wurde er auch Leiter der Militärmusikdienstes. Am 22. Februar 2022 übergab Lieder die Leitung des Militärmusikdienstes und des Zentrums Militärmusik an Thomas Klinkhammer. Zum 1. April 2022 wurde er in den Ruhestand versetzt. Er hatte zuletzt den Rang eines Oberst.